# Joint Automated Booking System
Das Joint Automated Booking System (JABS) ist ein Kommunikationsnetzwerk von verschiedenen Bundesbehörden der Vereinigten Staaten zum schnellen Datenaustausch über Gefangene im Gewahrsam dieser Behörden. Das unter Aufsicht des United States Marshals Service (USMS) stehende, breit eingeführte System erlaubt einen automatischen Zugang zum automatisierten Fingerabdruckidentifizierungssystem des FBI (Integrated Automated Fingerprint Information System, IAFIS). Daneben werden auf JABS auch Bilder von Personen im Gewahrsam der Bundesbehörden verwaltet. Im August 2010 waren das rund 3,7 Mio. Personen. Auf JABS selbst und damit auf Fingerabdrücke, Fotos und Beschreibung einer Person in der Datenbank, kann über das Law-Enforcement-Online-Netzwerk des FBI zugegriffen werden.

## Ziele
Die Verhaftung einer Person durch den Vertreter einer Bundesbehörde, beispielsweise FBI, Drug Enforcement Administration (DEA), Bureau of Alcohol, Tobacco, Firearms and Explosives (ATF) usw., erfordert die erkennungsdienstliche Behandlung des Betroffenen. Wird dieser dann an den USMS überstellt, dann wird er dort häufig erneut erkennungsdienstlich behandelt und dann erneut, wenn er dem Bureau of Prisons (BOP) überstellt wird.
Diese redundanten Verfahren veranlassten das Justizministerium der Vereinigten Staaten (DOJ) 1993 zu einem Projekt zur Untersuchung von Lösungsmöglichkeiten. JABS sollte den Aufwand und die Kosten dieser wiederholten Tätigkeiten reduzieren, indem alle verschiedenen Behörden auf zentrale Datenreservoire zugreifen können. Zugriffe sollten ermöglicht werden auf das SENTRY-System des BOP, das Firebird Booking System (FBS) der DEA, das Fingerabdrucksystem IAFIS und das Interim Distributed Imaging System (IDIS) des FBI, das ENFORCE Fallverfolgungs- und Booking-System des Immigration and Naturalization Service (INS), das Prisoner Tracking System (PTS) und das Warrant Information Network (WIN) des US Marshals Service.

## Entwicklung des Systems
Im Februar 1996 ging ein Pilotprojekt mit acht Dienststellen im südlichen Florida aktiv. Das 1999 abgeschlossene Pilotprojekt zeigte, dass die Dienststellen ihre Daten austauschen konnten, dass Fingerabdrücke auch elektronisch an das FBI übermittelt werden, und damit der Zeitaufwand erheblich reduziert werden konnte.
Unter dem Eindruck dieses Erfolgs entschied das Ministerium 1999 flächendeckende Einführung in allen betroffenen Bundesdienststellen. Bis Ende November 2004 waren 840 und damit ca. 77 % der ursprünglich geforderten Dienststellen mit JABS ausgestattet.
Die gewählte Client-Server-Architektur zeigte in dieser Ausdehnung Probleme. Das DOJ beauftragte 2004 daher das kleine auf Browser-Lösungen spezialisierte Softwareunternehmen, Software Performance Systems Inc., (SPS) mit der Entwicklung einer browserbasierten Lösung. SPS entwickelte eine Drei-Schichten Architektur aus webbasierter Benutzerschnittstelle (Präsentationsschicht), Business-Logic- und Datenbankebene. Updates mussten so nur noch am Server vorgenommen werden und Rollout konnte durch Zugriffe aus dem Internet realisiert werden.